# Grafmonument van de familie Van der Does de Willebois
Het grafmonument van de familie Van der Does de Willebois is een monument op begraafplaats Orthen in de Nederlandse stad 's-Hertogenbosch.

## Achtergrond
Jhr. Petrus Josephus Johannes Sophia Maria van der Does de Willebois (1843-1937) was onder meer burgemeester van Den Bosch en Eerste Kamerlid. Hij was getrouwd met Maria Henrietta Elisabeth Bosch van Drakestein (1857-1910). Het neogotisch grafmonument werd opgericht voor hun negenjarige zoon Jan Lodewijk Joseph van der Does de Willebois (1883-1893). Later werden ook beide ouders bijgezet in het graf, dat zich bevindt aan de linkerzijde van de Bisschopskapel.

## Beschrijving
Het grafmonument bestaat uit een liggende, schuin aflopende grafplaat met inscripties. Aan het hoofdeinde staat een rechthoekige stele, die is bekleed met hardstenen platen en uitloopt in een kapelachtige opbouw met wimbergen en onder meer hogels, kruisbloemen en bladkapitelen. Aan weerszijden van de stele staan kleine hoekzuiltjes. Voor de stele staat op een kleine sokkel een bronzen engel met een lauwerkrans en bloem in de handen. Achter de engel is een gotisch, geornamenteerd kruis geplaatst, met op elk uitende een driepas. Op het basement is in reliëf het gekroonde alliantiewapen van het echtpaar Van der Does de Willebois-Bosch van Drakestein aangebracht, met als schildhouders de leeuw van de familie Van der Does de Willebois en de griffioen van de familie Bosch.
Het graf wordt omgeven door een laag hekwerk dat bestaat uit zes achtzijdige paaltjes, die zijn verbonden door ijzeren trekstangen met sierornamenten.

## Waardering
Het grafmonument werd in 2002 als rijksmonument in het Monumentenregister opgenomen, onder meer vanwege de "cultuurhistorische waarde als bijzondere uitdrukking van een sociale en geestelijke ontwikkeling, in het bijzonder de ontwikkeling van de katholieke grafcultuur, het is tevens van belang als illustratie van de typologische ontwikkeling van het grafmonument. Het graf met bijbehorende sculptuur heeft kunsthistorisch belang vanwege de hoge kwaliteit van de toegepaste neogotische vormgeving."